# House of Night
House of Night ist eine US-amerikanische Buchreihe von P. C. Cast und deren Tochter Kristin Cast. Die Vampir-Dodekalogie erscheint im Verlag St. Martin’s Griffin und dreht sich um Zoey Redbird, ein sechzehnjähriges Mädchen, das gerade zum „Jungvampir“ geworden ist und das Internat des House of Night in Tulsa, Oklahoma besucht. Die Bücher der Serie waren 63 Wochen auf der Bestsellerliste der New York Times und wurden weltweit in 39 Ländern mehr als zehn Millionen Mal verkauft.

## House of Night
Das House of Night ist ein Internat für Jungvampire, welches weltweit geführt wird. In dieser Geschichte geht es um das House of Night in Tulsa. In einem House of Night werden normale Fächer unterrichtet (Literatur, Spanisch, Reiten, Fechten, Schauspielerei, Zeichnen oder Einführung in die Musik). Daneben gibt es noch das Fach Vampirsoziologie. Im House of Night von Tulsa wird es von Neferet unterrichtet. Die Lehrer achten darauf, dass die Jungvampire stets bei körperlicher Gesundheit sind, da sie sonst sterben können. Aus diesem Grund gibt es nur wenig Süßes zum Essen. Zudem sollen die Sportfächer, wie zum Beispiel Reiten und Fechten, die Jungvampire körperlich fit halten. Im House of Night von Tulsa gibt es zwei „Wohntrakte“, einer für die Jungen und einer für die Mädchen. In beiden Trakten gibt es einen Gemeinschaftsraum und eine Küche. Dort frühstücken die Jungvampire und haben die Möglichkeit, Zwischenmahlzeiten zu sich zu nehmen. In den Wohntrakten liegen außerdem die Zimmer, in denen normalerweise immer zwei Jungvampire wohnen. Alle Jungvampire werden mit einer unausgefüllten, saphirblauen Mondsichel auf der Stirn gezeichnet. Das ist ein Zeichen dafür, dass die jeweiligen Jugendlichen ins House of Night müssen. Ein weiteres Anzeichen ist, dass es den Jugendlichen schlecht geht und sie beispielsweise Husten bekommen. Die Jungvampire können nur eine bestimmte Zeit lang von den ausgewachsenen Vampiren fern bleiben, denn sonst verweigert ihr Körper die Wandlung und sie sterben, was im Übrigen während der ganzen Schulzeit am House of Night passieren kann. Es ist eine Frage der Kraft und Stärke des Körpers, ob er die Wandlung übersteht oder nicht. Nach solch einem misslungenen Fall kehrt in der Schule jedoch schnell wieder Normalität ein. Denn ein trauernder Jungvampir kann ebenfalls sterben. Wenn ein Jungvampir gestorben ist, werden seine Sachen sofort aus seinem Zimmer geräumt. Allerdings kann sein Zimmergenosse auf Wunsch einige seiner Sachen als Erinnerung behalten.
Insgesamt existieren vier Klassenstufen an der Schule:
1. Klassenstufe: Die Untersekunda. In diese Klasse kommen alle frisch gezeichneten Jungvampire. Das Symbol der Untersekunda ist ein filigraner Kreis um eine in glänzendem Silber gestickte Spirale: das silberne Labyrinth der Göttin Nyx. Es steht für den Neuanfang, da die Untersekundaner gerade erst den Weg der Nacht betreten haben, um der Göttin zu folgen. Nach einem Jahr kommen sie in die
2. Klassenstufe: Die Obersekunda. Das Symbol der Obersekunda zeigt die goldenen Schwingen des Eros. Der Liebesgott Eros ist ein Sprössling der Nyx und soll die Obersekundaner an die Liebe der Göttin und ihre eigene Weiterentwicklung erinnern. Danach kommt die
3. Klassenstufe: Die Unterprima, deren Symbol den Streitwagen der Göttin Nyx mit einem Sternenschweif zeigt, ein Symbol für die weitere Reise auf dem Weg der Nyx, wobei die Sterne für die magischen Momente der ersten Schuljahre am House of Night stehen. Dann folgt die
4. Klassenstufe: Die Oberprima. Hier werden in Vampirsoziologie auch Dinge wie „Blut“ durchgenommen, da die Jungvampire zu dieser Zeit meist schon Blutdurst verspüren. Die Oberprimaner tragen in ihrem Symbol die in Silber gestickten Silhouetten der drei Moiren. Sie sind die Töchter der Nyx und Herrinnen über das Schicksal. Ihre Scheren stehen dafür, dass für die Schüler der Abschlussklasse das Ende ihrer Zeit am House of Night naht und damit für manche das Ende ihres Lebens.

Als Vampir kann man verschiedene Berufe ausüben. Im Buch wird unter anderem der Beruf als Schauspieler oder als Lehrer an einem House of Night erwähnt.
Nyx
Die Vampire und Jungvampire wandeln auf den Wegen der Göttin Nyx, sie ist die Göttin der Nacht. Manchmal verleiht Nyx ihren Töchtern und Söhnen (so nennt sie die Vampire und Jungvampire) Gaben. Diese Gaben können darin bestehen, in etwas perfekt (z. B. einer Sportart) zu sein, oder eine Affinität zu etwas zu haben (z. B. zu einem Element, zu Tieren). Nyx’ größtes Geschenk an ihre Kinder ist der freie Wille, Nyx entzieht niemals wieder Gaben, die sie gegeben hat. Selten erscheint Nyx sogar in den Büchern im House of Night als schleierhafte Gestalt.
Die 5 Elemente
Selten bekommt ein Jungvampir die Affinität zu einem der 5 Elemente (Luft, Feuer, Wasser, Erde, Geist). Somit können sie ihr Element „kontrollieren“ oder aus ihm Kraft schöpfen. Außerdem werden bei Vollmondritualen die Elemente in einem Kreis beschworen. Dabei repräsentiert ein Vampir ein Element, er muss jedoch nicht notwendigerweise affin zu ihm sein. Bei den „Elementen“ und dem Glauben an die Göttin Nyx besteht eine Ähnlichkeit zur Wicca-Religion.
Die Söhne des Erebos
Bestehend aus Vampyr-Kriegern kämpfen sie für den Hohen Rat sowie für Nyx. In Tulsa ist Dragon Lankford ihr Anführer, bis er stirbt und somit Kalona seine Aufgabe übernimmt. In Zoeys Freundeskreis gehören Darius sowie Stark zu den Kriegern der Nyx.
Die Töchter der Dunkelheit
Sie sind eine ehrenhafte und wichtige Organisation, hauptsächlich bestehend aus Schülern der letzten beiden Jahrgänge. Sie setzen sich für die Schule und die Vampire ein. Ihre Anführerin wird zur Hohepriesterin ausgebildet, sie muss also mit Herz, Seele und Geist die Schule repräsentieren und sich später als führende Persönlichkeit in die Vampirgesellschaft einbringen.

## Inhalt
In den House-of-Night-Büchern geht es um die 16-jährige Jungvampirin Zoey Redbird, die, nachdem sie von einem „Späher“ gezeichnet worden ist, in das House of Night von Tulsa kommt. Bald stellt sich heraus, dass Zoey kein normaler Jungvampir ist. Die mächtige Vampirgöttin Nyx hat ihr besondere Gaben verliehen, und mit der Hilfe ihrer Freunde wird Zoey zur Anführerin der „Töchter der Dunkelheit“, nachdem die vorherige Anführerin Aphrodite ihre eigenen Gaben missbraucht hatte. Doch bald passieren unheimliche Dinge im House of Night, was die Schulleiterin und Hohepriesterin Neferet aber kalt lässt. Unerklärlich viele Jungvampire und Lehrer sterben im House of Night, und die Stadt wird des Öfteren bedroht. Im Laufe der folgenden Bücher muss Zoey Redbird mit vielen, oft bösen Überraschungen fertigwerden. Gemeinsam mit ihren Freunden kämpft sie gegen die von der Finsternis befallenen Kreaturen und Vampire. Offen ist bisher die Frage, ob Zoey den bevorstehenden Krieg zwischen Menschen und Vampiren verhindern kann.

## Bücher

### House of NightRomane
1. Gezeichnet (Marked, St. Martin’s, 2009, ISBN 978-3-596-86003-6)
2. Betrogen (Betrayed, St. Martin’s, 2010, ISBN 978-3-8414-2002-2)
3. Erwählt (Chosen, St. Martin’s, 2010, ISBN 978-3-8414-2003-9)
4. Ungezähmt (Untamed, St. Martin’s, 2010, ISBN 978-3-8414-2004-6)
5. Gejagt (Hunted, St. Martin’s, 2011, ISBN 978-3-8414-2005-3)
6. Versucht (Tempted, St. Martin’s, 2011, ISBN 978-3-8414-2006-0)
7. Verbrannt (Burned, St. Martin’s, 2011, ISBN 978-3-8414-2007-7)
8. Geweckt (Awakened, St. Martin’s, 2011, ISBN 978-1-905654-85-7)
9. Bestimmt (Destined, St. Martin’s, 2012, ISBN 978-3-8414-2009-1)
10. Verloren (Hidden, St. Martin’s, 2012, ISBN 978-3-8414-2217-0)
11. Entfesselt (Revealed, St. Martin’s, 21. November 2013, ISBN 978-3-8414-2220-0)
12. Erlöst (Redeemed, St. Martin’s, 23. Oktober 2014, ISBN 978-3-8414-2222-4)

### House of Night: Other WorldRomane
1. Loved (Blackstone Publishing, 2017, ISBN 978-1-5384-3112-2)

1. Lost (Blackstone Publishing, 2018, ISBN 978-1-5384-4074-2)
2. Forgotten (Blackstone Publishing, 2019, ISBN 978-1-982548-05-6)
3. Found (Blackstone Publishing, 2020, ISBN 978-1-982548-10-0)

### Novellen
Romane, die sich mit der Hintergrundgeschichte eines einzelnen Charakters befassen:
- Dragons Schwur (Dragon’s Oath, St. Martin’s, 2012, ISBN 978-3-8414-2213-2)
- Lenobias Versprechen (Lenobia’s Vow, St. Martin’s, 2012, ISBN 978-3-8414-2216-3)
- Neferets Fluch (Neferet’s Curse, St. Martin’s, 2013, ISBN 978-3-10-402384-7)
- Kalonas Fall (Kalona’s Fall, St. Martin’s, 2014, ISBN 978-3-8414-2223-1)

### Ergänzende Literatur
- Nyx – House of Night: Das Begleitbuch zu House of Night (Nyx in the House of Night: Mythology, Folklore, and Religion in the P.C. and Kristin Cast Vampyre Series, Smart Pop, 2011, ISBN 978-3-86852-583-0)
- Handbuch für Jungvampyre 101 (The Fledgling Handbook 101, Atom, 2010, ISBN 978-3-8414-2212-5)

Alle Bücher sind auch im deutschen FJB-Verlag zu finden.
Für eine Auflistung der wichtigen Personen im House Of Night Universum:
- Figuren der House-of-Night-Romane

## Verfilmung
2008 berichtete die Variety, dass eine Verfilmung der Serie in Planung sei. Die Filmrechte lagen bei Empire Pictures und das Drehbuch für Gezeichnet wurde von Kent Dalian geschrieben, die ebenfalls für den Film Fish in a Barrel das Drehbuch schrieb. Das Erscheinungsdatum wurde damals auf 2016 datiert. Später konnte sich die Produktionsfirma Davis Films die Filmrechte sichern.
Im Oktober 2019 wurde bekannt gegeben, dass Don Carmody und David Cormican, Produzenten von Shadowhunters, die Bücher für das Fernsehen adaptieren würden.